# 暹罗蛸
暹罗蛸，八腕目章鱼科双章鱼属的一个种，1999年由Nateewathana和Norman最早有效描述

。